# 亚努什·基什卡
亚努什·基什卡（波蘭語：Janusz Kiszka，1586年—1654年1月13日），波兰立陶宛联邦政治家，曾任波洛茨克省总督、立陶宛前线盖特曼、立陶宛大盖特曼等职务。
基什卡出生于一个波兰族归正宗家庭。1606年，他和他的父亲、兄弟共同皈依罗马天主教。其兄斯坦尼斯瓦夫后担任萨莫吉希亚主教。
其妻子克里斯蒂娜·德鲁卡-索科林斯卡（Krystyna Drucka-Sokolińska）为归正宗信徒，两人没有子女。